# Scan-Polaris-Klasse
Bei der Scan Polaris-Klasse handelt es sich um eine Typschiffklasse für den Schwertransport von überdimensionierten und überschweren Gütern, wie z. B. Kesselanlagen. Die Schiffe können sowohl durch eigenes Ladegeschirr ihre Ladung aufnehmen, als auch durch eine Heckklappe mit einer Tragfähigkeit von 300 t. Die Be- und Entladung über die Heckklappe im sog. Ro/Ro-Verfahren, Ro/Ro steht hierbei für Roll on/Roll off, erlaubt Schwergut direkt in den Schiffsrumpf – ohne weitere Verladung – zu fahren.
Der Schiffstyp wurde weiterentwickelt und es wurden zwei um 26 m verlängerte Schiffe (Scan Arctic und Scan Bothnia) gebaut. Ab 1999 wurden vier neue Schiffe, ebenfalls 126 m lang, aber mit 150-t-Kränen anstatt 100 t, von der Peene-Werft geliefert (Scan Atlantic, Scan Hansa, Scan Germania, Scan Finnlandia). 2003 wurde als bisher letztes Schiff dieses Typs die Scan Brasil mit 240-t-Kränen in Dienst gestellt.
Für die direkte Verladung von Schwergut an Deck stehen zwei Liebherr-Krane à 100 t Tragfähigkeit bei 18 m Ausladung zur Verfügung, die in der Lage sind im Tandem – das heißt mit einer Schwerguttraverse gekoppelt oder einzeln – ein Schwergutstück bis zu 200 t zu laden.
Die Schiffe waren vom Germanischen Lloyd klassifiziert und haben die Eisklasse E1 (Leichte Eisverhältnisse bis 0,4 m Dicke). Alle Schiffe verfügen über einen Schottel-Verstellpropeller sowie ein Bugstrahlruder.
Die Schiffe waren von SCANSCOT bei der Peene-Werft in Wolgast bestellt.

## Alle Schiffe dieses Typs
- Scan Polaris-Klasse: Scan Polaris, Scan Pacific, Scan Oceanic, Scan Partner
- Scan Arctic-Klasse: Scan Arctic, Scan Bothnia
- Scan Atlantic-Klasse: Scan Atlantic, Scan Hansa, Scan Germania, Scan Finlandia
- Scan Brasil-Klasse: Scan Brasil